# ガンガ・ズンバ

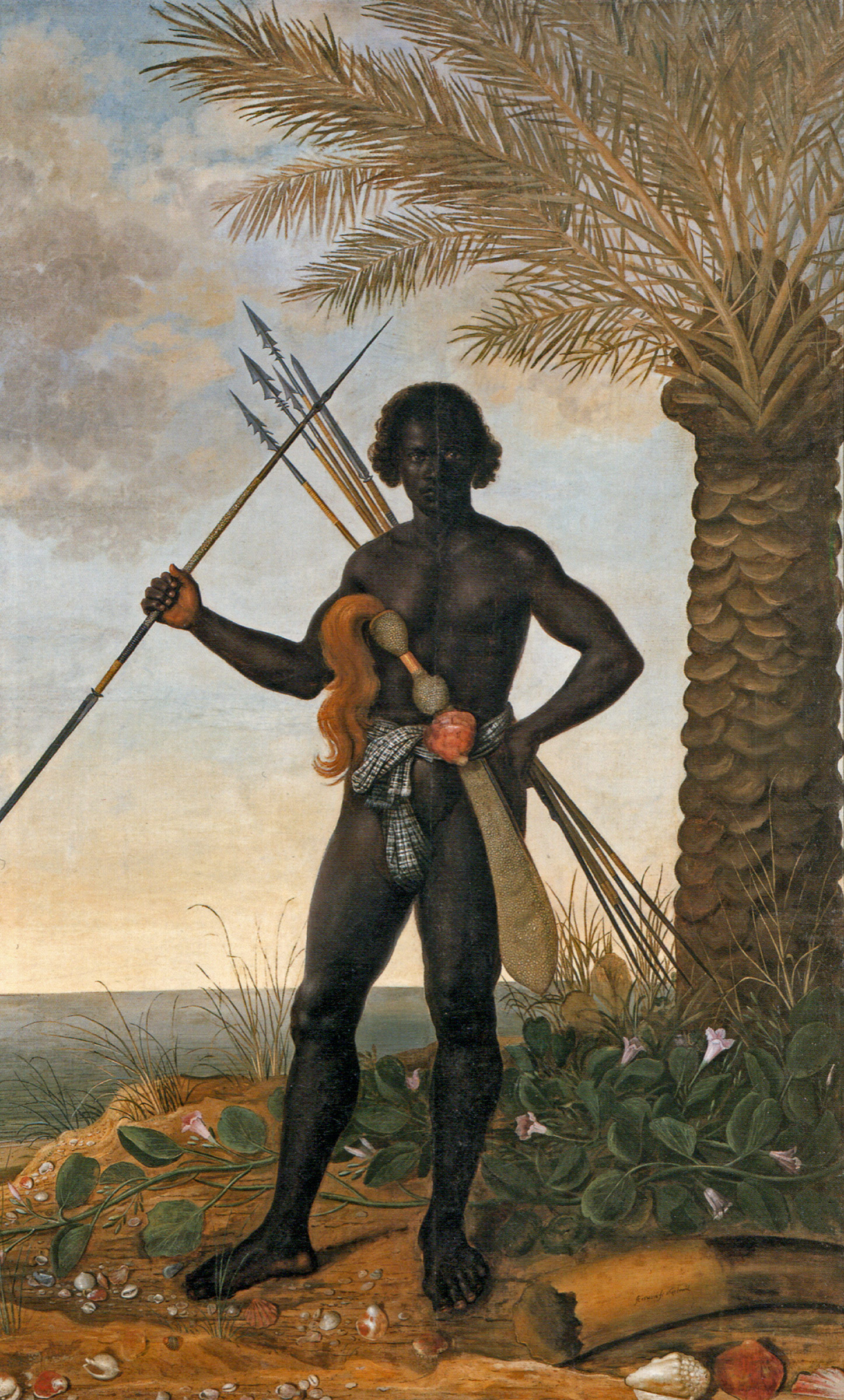
ガンガ・ズンバと同時代の戦士を描いた絵画

ガンガ・ズンバ（Ganga Zumba）は、17世紀北東ブラジルのセハ・ダ・バヒガ（pt:Serra da Barriga）丘陵にあった逃亡奴隷の自治組織キロンボ（en:Quilombo）を率いた人物。
後継者はブラジル史上最大級のキロンボを築きポルトガルに頑強に抵抗したズンビ。